# Lectio continua
Lectio continua je způsob výběru úryvků z Bible pro čtení při bohoslužbách, který spočívá v souvislém čtení určité biblické knihy na pokračování. Od židů, kteří takto četli Tóru, jej převzala prvotní církev, teprve později se v křesťanství pozvolna začaly používat perikopy.